# Drums Around the World
Drums Around the World è un album di Philly Joe Jones, pubblicato dalla Riverside Records nel 1959.

## Tracce
Lato A
1. Blue Gwynn – 7:29 (Philly Joe Jones) – Registrato l'11 maggio 1959 a New York ("Reeves Sound Studios")
2. Stablemates – 5:56 (Benny Golson) – Registrato l'11 maggio 1959 a New York ("Reeves Sound Studios")
3. Carioca (El tambores) – 4:29 (Edward Eliscu, Gus Kahn, Vincent Youmans) – Registrato il 4 maggio 1959 a New York ("Reeves Sound Studios")
4. The Tribal Message – 2:51 (Philly Joe Jones) – Registrato il 28 maggio 1959 a New York ("Reeves Sound Studios")

Lato B
1. Cherokee – 8:17 (Ray Noble) – Registrato l'11 maggio 1959 a New York ("Reeves Sound Studios")
2. Land of the Blue Veils – 3:38 (Benny Golson) – Registrato il 4 maggio 1959 a New York ("Reeves Sound Studios")
3. Philly J.J. – 10:13 (Tadd Dameron) – Registrato il 4 maggio 1959 a New York ("Reeves Sound Studios")

Edizione CD del 1992, pubblicato dalla Original Jazz Classics Records
1. Blue Gwynn – 7:29 (Philly Joe Jones)
2. Stablemates – 5:56 (Benny Golson)
3. Stablemates – 4:27 (Benny Golson) – Bonus track - mono take
4. Carioca (El tambores) – 4:29 (Edward Eliscu, Gus Kahn, Vincent Youmans)
5. Tribal Message – 2:51 (Philly Joe Jones)
6. Cherokee – 8:17 (Ray Noble)
7. Land of the Blue Veils – 3:38 (Benny Golson)
8. Philly J.J. – 10:13 (Tadd Dameron)

- Brano 3, registrato l'11 maggio 1959 al "Reeves Sound Studios" di New York.

## Musicisti
Philly Joe Jones' Big Band Sounds
Brani LP A1, A2 & B1 / CD brano 3
- Philly Joe Jones  - batteria
- Blue Mitchell  - tromba
- Lee Morgan  - tromba
- Cannonball Adderley  - sassofono alto
- Benny Golson  - sassofono tenore
- Sahib Shihab - sassofono baritono
- Curtis Fuller  - trombone
- Wynton Kelly  - pianoforte
- Sam Jones  - contrabbasso

Philly Joe Jones' Big Band Sounds
Brani LP A3, B2 & B3
- Philly Joe Jones  - batteria
- Lee Morgan  - tromba
- Cannonball Adderley  - sassofono alto
- Benny Golson  - sassofono tenore
- Sahib Shihab  - sassofono baritono
- Herbie Mann  - flauto, piccolo
- Curtis Fuller  - trombone
- Wynton Kelly  - pianoforte
- Jimmy Garrison  - contrabbasso

Philly Joe Jones Solo
Brano A4
- Philly Joe Jones  - batteria